# Corinto (Colombia)
Corinto è un comune della Colombia facente parte del dipartimento di Cauca.
Il centro abitato venne fondato da Antonio Feijoo e dal figlio Juan Bautista nel 1867, mentre l'istituzione del comune è dell'11 maggio 1868.